# Вулиця Гайдамацька (Умань)
Ву́лиця Гайдамацька — вулиця в Умані. Колишні назви - вулиця Нижньо-Миколаївська, Рафаїла Чорного.

## Розташування
Починається від Коломенської вулиці в центральній частині міста. Простягається на південний схід до вулиці Небесної сотні.

## Опис
Вулиця неширока, спочатку по 1 смузі руху в кожен бік, після перетину з вулицею Незалежності і до кінця є односторонньою для руху.

## Походження назви
Вулиця названа на честь гайдамаків.

## Будівлі
По вулиці розташовані супермаркет «Велика кишеня» (колишній центральний універмаг), центральний парк, ветеринарна аптека, прокуратура та адміністративна будівля швейної фабрики.

Уманська міська прокуратура
Уманська швейна фабрика

| Умань | Це незавершена стаття про Умань. Ви можете допомогти проєкту, виправивши або дописавши її. |